# دردار خوخي الأوراق
دردار خوخي الأوراق (الاسم العلمي: Ulmus prunifolia) هو نوع نباتي يتبع جنس الدردار من فصيلة الدردارية.